# Bir El Djir
Bir El Djir (în arabă بئر الجير) este o comună din provincia Provincia Oran, Algeria.
Populația comunei este de 171.883 locuitori (2009).